# يزيد بن ثابت الأنصاري
يزيد بن ثابت بن الضحاك الأنصاري، صحابي، وأخو الصحابي زيد بن ثابت، شهد مع رسول الله بدر وقيل أحد، وقتل في معركة اليمامة في خلافة أبي بكر الصديق.

## نسبه
يزيد بن ثابت بن الضحاك بن زيد بن لوذان بن عمرو بن عوف بن غنم بن مالك بن تيم الله النجار بن ثعلبة بن عمرو بن الخزرج بن حارثة بن ثعلبة العنقاء بن عمرو مزيقياء بن عامر ماء السماء بن حارثة الغطريف بن امرؤ القيس بن ثعلبة بن مازن بن الأزد بن الغوث بن نبت بن مالك بن زيد بن كهلان بن سبأ بن يشجب بن يعرب بن قحطان.

## سيرته
كان يزيد بن ثابت أكبر من أخيه زيد، وكان من أمناء الأنصار وقرائهم. شهد بدار وأحدا مع رسول الله ﷺ، وقيل لم يشهد بدرا. روى الحديث عن رسول الله ﷺ، وروى عنه أخيه زيد، وابن أخيه خارجة بن زيد، وقيل بل لم يرو عنه خارجة. أصيب بسهم في معركة اليمامة، فتوفي في الطريق عند عودته إلى دياره.